# Ольховиков, Анатолий Иванович
Анатолий Иванович Ольховиков (1913, деревня Старый Карбулак близ г. Ново-Николаевска, Томская губерния, — июль 1965, Череповец) — советский металлург, Герой Социалистического Труда (1958).

## Биография
Его отец, котельщик, владел большой мастерской по котельным работам в Ново-Николаевске.
Окончил техническое училище, начал работать помощником металлурга на металлургическом комбинате в г. Сталинске. Затем работал обер-мастером доменного цеха Череповецкого металлургического завода, где и прославился своими выдающимися рекордными плавками.
Избирался депутатом Верховного Совета СССР нескольких созывов.
Умер вследствие перитонита в июле 1965.

### Семья
- Жена, 4 детей.